# Stefano Malacarne
Stefano Fulvio Malacarne (Porto Santo Stefano, 21 aprile 1925 – ...) è stato un calciatore italiano, di ruolo difensore.

## Carriera
Giocò in Serie A per 5 stagioni con la Lazio.

## Collegamenti esterni

Una formazione della Lazio del 1952-53: Malacarne è il penultimo in piedi a destra